# 水野元知
水野 元知（みずの もととも）は、江戸時代前期の大名。上野国安中藩の第2代藩主。三左衛門。正室は岡崎藩藩主・水野忠善の娘。側室に八重。

## 生涯
寛永20年（1643年）、水野元綱の次男として生まれる。母は中川秀成の娘。
慶安4年（1651年）3月、兄・元倫が早世したため嫡子となる。承応元年（1652年）11月28日、将軍・徳川家綱に拝謁する。明暦3年（1657年）12月27日、従五位下信濃守となる。寛文3年（1663年）から翌年にかけて、父・元綱とともに領内2万石、39か村の検地を行った。
寛文4年（1664年）10月26日、襲封する。
寛文7年（1667年）5月23日、発狂して妻を斬りつけ、自害しようとする。同月28日、所領を没収され、水野忠職に預けられた。子・元朝に2,000俵（のちに2,000石）が給された。
延宝8年（1680年）、死去した。37歳。
発狂の理由は、正室と八重との間の諍いであると言われている他にも諸説あり、詳しいことは分かっていない。八重は、正室により九十九川に生き埋めにされたと伝わる。

## お八重伝説
元知の刃傷沙汰から「お八重伝説」が生まれた。安中市には「八重が淵」の碑がある。